# Nikita Filatov
Pour les articles homonymes, voir Nikita et Filatov.
Nikita Vassilievitch Filatov - en russe : Никита Васильевич Филатов (Nikita Vasil’evič Filatov) - (né le 25 mai 1990 à Moscou en URSS, aujourd'hui en Russie) est un joueur professionnel russe de hockey sur glace.

## Carrière

### Carrière en club
Il commence sa carrière en jouant pour le HK CSKA Moscou, le club de sa ville natale, dès 13 ans et rejoint l'équipe 2 du club en 2005-06. Il va y passer trois ans et lors de la saison 2007-2008, l'équipe finit à la première place du groupe dans la troisième division russe. Lors de cette saison, il fait également ses débuts avec l'équipe A dans la Superliga russe.
Lors de l'été 2008, il participe au repêchage d'entrée dans la Ligue nationale de hockey avec les meilleures chances de son côté : le service de recrutement de la LNH l'a placé en tant que premier joueur européen susceptible d'être choisi.
Il est effectivement choisi en tant que premier joueur européen au sixième rang du repêchage par les Blue Jackets de Columbus derrière Steven Stamkos.
Quelques jours plus tard, le 26 juin 2008, il est sélectionné par les Wolves de Sudbury de la LHO en première position de la première ronde lors du repêchage européen de la Ligue canadienne de hockey.
Le 10 juillet 2008, il signe un contrat de trois ans avec les Blue Jackets. Lors de sa première saison en Amérique du Nord, il débute dans la LNH mais s'aguérit également dans la Ligue américaine de hockey avec le club-école du Crunch de Syracuse. Le 10 janvier 2009, il inscrit un triplé lors d'une victoire contre le Wild du Minnesota 4-2.
En novembre 2009, avec la permission de son équipe NHL, il signe au CSKA Moscou. Lors de son premier match dans la Ligue continentale de hockey, il inscrit ses premiers points dans l'élite russe avec un but et deux assistances. L'entraîneur Sergueï Nemtchinov l'aligne aux côtés d'Albert Lechtchiov et Dmitri Monia.
En 2010, il décide de revenir jouer en Amérique du Nord. Il passe la saison entre la LNH et la LAH.
Il est échangé aux Sénateurs d'Ottawa pour un choix de troisième ronde le 25 juin 2011 lors de la séance de repêchage 2011.

### Carrière internationale
Filatov représente la Russie lors des différentes compétitions internationales moins de 17 ans en 2006-2007. Il fait également ses débuts cette année-là avec l'équipe moins de 18 ans pour le championnat du monde et remporte la médaille d'or. Il joue ensuite les compétitions 2007-2008 avec l'équipe moins de 18 ans mais il sera également convié pour jouer le championnat du monde junior. Il va alors aider son équipe à avancer dans la compétition ; il inscrit le but de son équipe lors de la défaite 2-1 contre la Suède et va réaliser un doublé pour remporter la médaille de bronze. Il finit alors second meilleur pointeur du tournoi derrière l'américain James Van Riemsdyk.
Il est convoqué en avril 2010 avec l'équipe de Russie pour les matchs de préparation du mondial 2010. Il joue son premier match international le 23 avril 2010 contre l'Italie en amical, inscrivant son premier but.

## Trophées et honneurs personnels
Ligue américaine de hockey
- 2009 : sélectionné pour le Match des étoiles avec l'équipe PlanetUSA (titulaire).

Ligue continentale de hockey
- 2009-2010 : meilleur recrue du mois de novembre.

## Statistiques

### Statistiques en club
| Saison     | Équipe                   | Ligue         |    | Saison régulière | Saison régulière | Saison régulière | Saison régulière | Saison régulière |   | Séries éliminatoires | Séries éliminatoires | Séries éliminatoires | Séries éliminatoires | Séries éliminatoires |
| Saison     | Équipe                   | Ligue         | PJ | B                | A                | Pts              | Pun              | PJ               | B | A                    | Pts                  | Pun                  |                      |                      |
| 2005-2006  | CSKA Moscou              | Russie Jr.    | 27 | 32               | 34               | 66               | 71               | 7                | 5 | 5                    | 10                   | 4                    |                      |                      |
| 2004-2005  | CSKA Moscou              | Russie Jr.    | 28 | 40               | 38               | 78               | 34               | -                | - | -                    | -                    | -                    |                      |                      |
| 2004-2005  | CSKA Moscou              | Coupe Spartak | 5  | 4                | 3                | 7                | 4                | -                | - | -                    | -                    | -                    |                      |                      |
| 2006-2007  | CSKA Moscou 2            | Pervaïa Liga  | 0  | 0                | 0                | 0                | 0                | -                | - | -                    | -                    | -                    |                      |                      |
| 2006-2007  | CSKA Moscou              | Russie Jr.    | 11 | 16               | 16               | 32               | 20               | -                | - | -                    | -                    | -                    |                      |                      |
| 2007-2008  | CSKA Moscou 2            | Pervaïa Liga  | 0  | 0                | 0                | 0                | 0                | -                | - | -                    | -                    | -                    |                      |                      |
| 2007-2008  | CSKA Moscou              | Superliga     | 5  | 0                | 0                | 0                | 0                | -                | - | -                    | -                    | -                    |                      |                      |
| 2008-2009  | Crunch de Syracuse       | LAH           | 39 | 16               | 16               | 32               | 24               | -                | - | -                    | -                    | -                    |                      |                      |
| 2008-2009  | Blue Jackets de Columbus | LNH           | 8  | 4                | 0                | 4                | 0                | -                | - | -                    | -                    | -                    |                      |                      |
| 2009-2010  | Blue Jackets de Columbus | LNH           | 13 | 2                | 0                | 2                | 8                | -                | - | -                    | -                    | -                    |                      |                      |
| 2009-2010  | CSKA Moscou              | KHL           | 26 | 9                | 13               | 22               | 16               | 3                | 0 | 1                    | 1                    | 4                    |                      |                      |
| 2009-2010  | Krasnaïa Armia           | MHL           | -  | -                | -                | -                | -                | 1                | 1 | 0                    | 1                    | 0                    |                      |                      |
| 2010-2011  | Blue Jackets de Columbus | LNH           | 23 | 0                | 7                | 7                | 8                | -                | - | -                    | -                    | -                    |                      |                      |
| 2010-2011  | Falcons de Springfield   | LAH           | 36 | 9                | 11               | 20               | 20               | -                | - | -                    | -                    | -                    |                      |                      |
| 2011-2012  | Sénateurs d'Ottawa       | LNH           | 9  | 0                | 1                | 1                | 4                | -                | - | -                    | -                    | -                    |                      |                      |
| 2011-2012  | Senators de Binghamton   | LAH           | 15 | 7                | 5                | 12               | 12               | -                | - | -                    | -                    | -                    |                      |                      |
| 2011-2012  | CSKA Moscou              | KHL           | 18 | 4                | 4                | 8                | 12               | 5                | 0 | 1                    | 1                    | 4                    |                      |                      |
| 2011-2012  | Krasnaïa Armia           | MHL           | 1  | 1                | 2                | 3                | 2                | 2                | 1 | 0                    | 1                    | 4                    |                      |                      |
| 2012-2013  | Salavat Ioulaïev Oufa    | KHL           | 47 | 10               | 11               | 21               | 24               | 13               | 3 | 3                    | 6                    | 6                    |                      |                      |
| 2013-2014  | Salavat Ioulaïev Oufa    | KHL           | 35 | 13               | 7                | 20               | 18               | 5                | 1 | 0                    | 1                    | 0                    |                      |                      |
| 2014-2015  | Iougra Khanty-Mansiïsk   | KHL           | 4  | 1                | 1                | 2                | 4                | -                | - | -                    | -                    | -                    |                      |                      |
| 2014-2015  | Torpedo Nijni Novgorod   | KHL           | 38 | 4                | 11               | 15               | 14               | 4                | 0 | 1                    | 1                    | 2                    |                      |                      |
| 2015-2016  | Admiral Vladivostok      | KHL           | 5  | 0                | 1                | 1                | 2                | -                | - | -                    | -                    | -                    |                      |                      |
| 2015-2016  | HK Dinamo Moscou         | KHL           | 21 | 0                | 3                | 3                | 8                | -                | - | -                    | -                    | -                    |                      |                      |
| 2015-2016  | Dinamo Balachikha        | VHL           | 9  | 3                | 3                | 6                | 64               | -                | - | -                    | -                    | -                    |                      |                      |
| 2016-2017  | Lada Togliatti           | KHL           | 57 | 19               | 21               | 40               | 60               | -                | - | -                    | -                    | -                    |                      |                      |
| 2017-2018  | Lada Togliatti           | KHL           | 23 | 3                | 4                | 7                | 48               | -                | - | -                    | -                    | -                    |                      |                      |
| 2017-2018  | Neftekhimik Nijnekamsk   | KHL           | 8  | 3                | 3                | 6                | 27               | 4                | 0 | 1                    | 1                    | 2                    |                      |                      |
| 2018-2019  | HK Spartak Moscou        | KHL           | 15 | 3                | 5                | 8                | 8                | -                | - | -                    | -                    | -                    |                      |                      |
| 2018-2019  | Salavat Ioulaïev Oufa    | KHL           | 7  | 0                | 0                | 0                | 0                | -                | - | -                    | -                    | -                    |                      |                      |
| 2018-2019  | Toros Neftekamsk         | VHL           | 16 | 6                | 9                | 15               | 24               | 7                | 0 | 0                    | 0                    | 4                    |                      |                      |
| Totaux LNH | Totaux LNH               | Totaux LNH    | 53 | 6                | 8                | 14               | 20               | -                | - | -                    | -                    | -                    |                      |                      |

### Statistiques en équipe nationale
| Année | Équipe     | Événement                                    |   | PJ | B | A  | Pts | Pun                |  | Résultat |
| 2007  | Russie -17 | Festival olympique de la jeunesse européenne | 3 | 4  | 2 | 6  | 2   |                    |  |          |
| 2007  | Russie -17 | Tournoi des 5 nations                        | 3 | 2  | 2 | 4  | 2   |                    |  |          |
| 2007  | Russie -17 | Tournoi international                        | 4 | 7  | 2 | 9  | 4   |                    |  |          |
| 2007  | Russie -18 | Championnat du monde                         | 7 | 4  | 5 | 9  | 6   | Médaille d'or      |  |          |
| 2008  | Russie -18 | Championnat du monde                         | 6 | 3  | 6 | 9  | 29  | Médaille d'argent  |  |          |
| 2008  | Russie -18 | Défi mondial junior A                        | 4 | 3  | 3 | 6  | 10  |                    |  |          |
| 2008  | Russie -18 | Mémorial Ivan Hlinka                         | 4 | 2  | 1 | 3  | 8   | Médaille d'argent  |  |          |
| 2008  | Russie -18 | Tournoi des 5 nations                        | 4 | 4  | 4 | 8  | 8   | 2e place           |  |          |
| 2008  | Russie jr. | Championnat du monde                         | 7 | 4  | 5 | 9  | 10  | Médaille de bronze |  |          |
| 2009  | Russie jr. | Championnat du monde                         | 7 | 8  | 3 | 11 | 6   | Médaille de bronze |  |          |
| 2010  | Russie jr. | Championnat du monde                         | 6 | 1  | 5 | 6  | 6   | Sixième de l'élite |  |          |